# Relation ternaire
En mathématiques, une relation ternaire est une relation d'arité 3, de même que les relations binaires, plus courantes, sont d'arité 2. Formellement, une relation ternaire est donc représentée par son graphe, qui est une partie du produit X × Y × Z de trois ensembles X, Y et Z.

## Exemples
Le graphe d'une fonction de deux variables f : X × Y → Z, c'est-à-dire l'ensemble des triplets de la forme (x, y, f(x, y)), représente la relation ternaire R définie par : R(x, y, z) si z est l'image de (x, y) par f.
Plus généralement, le graphe d'une fonction multivaluée F : X × Y → P(Z), c'est-à-dire l'ensemble des (x, y, z) tels que z ∈ F(x, y), représente une relation ternaire. Le graphe d'une relation ternaire R peut d'ailleurs toujours être vu sous cette forme, en posant F(x, y) = l'ensemble des z tels que R(x, y, z).
Par exemple, en géométrie, sur l'ensemble X = Y = Z des points de l'espace, l'ensemble des triplets (x, y, z) tels que z appartient au segment [x, y] représente la relation ternaire associée à l'application F : (x, y) ↦ [x, y].
De même qu'on définit la réciproque d'une relation binaire, on peut, à partir d'une relation ternaire, en construire d'autres en permutant les arguments. Par exemple, si R est une relation sur X × Y × Z, on peut définir S sur X × Z × Y par : S(x, z, y) si et seulement si R(x, y, z).
Ainsi, à partir de la relation ci-dessus sur les points de l'espace, on définit la relation « entre (A, B, C) (en) » : B est entre A et C si B appartient au segment [A, C].
La donnée d'une famille (Rz)z∈Z de relations binaires de X vers Y équivaut à celle d'une relation ternaire R sur X × Y × Z, par : R(x, y, z) si Rz(x, y). Par exemple :
- la famille (≡[n])n∈ℕ des congruences correspond à la relation ternaire R définie sur ℤ × ℤ × ℕ par : R(a, b, n) si n divise b – a ;
- un ordre cyclique sur un ensemble X est une relation ternaire sur X × X × X, invariante par permutation circulaire et correspondant à une famille (Rx)x∈X de relations binaires d'ordre strict  sur X.